# Equetus lanceolatus
Equetus lanceolatus és una espècie de peix de la família dels esciènids i de l'ordre dels perciformes.

## Morfologia
- Els mascles poden assolir 25 cm de longitud total.[3][4]

## Alimentació
Menja principalment gambetes i crancs, i, en segon terme, poliquets i mol·luscs gastròpodes.

## Hàbitat
És un peix marí, de clima tropical (37°N-16°S) i associat als esculls de corall que viu entre 10-60 m de fondària.

## Distribució geogràfica
Es troba a l'oceà Atlàntic occidental: des de Bermuda i Carolina del Nord (els Estats Units) fins a Rio de Janeiro (el Brasil).

## Observacions
- N'hi ha informes d'enverinament per ciguatera.[30]
- Ha estat criat en captivitat.[31]